# LIFE IS BEAUTIFUL (曲)
『LIFE IS BEAUTIFUL』（ライフ イズ ビューティフル）は、日本のロックバンド・go!go!vanillasが2021年11月にGetting Betterから発売した、ライブ会場限定シングルである。

## 概要
2021年11月13日・14日に神戸ワールド記念ホール、11月21日に横浜アリーナで初となるアリーナツアー『Yokohama, Kobe Arena Tour「Life is Beautiful」』を開催したことを記念して、同ライブの会場限定で販売されたCD。
ジャケットアートワークは発売まで完全にシークレットだった。
ツアー最終公演の翌日である11月22日に表題曲「LIFE IS BEAUTIFUL」のミュージックビデオが公開された。また、今シングル収録曲の「LIFE IS BEAUTIFUL」と「RUN RUN RUN」のストリーミング配信が開始された。
今作は現在入手困難であるが、収録曲は全てストリーミング配信されているか、他の作品に再収録されている。

## 批評
音楽ライターの田中大は、「いつもどことなく牧歌的なムードを漂わせているのがgo!go!vanillasのロックンロールだ。エネルギッシュに躍動するサウンドに刺激されて身体を激しく揺らしているはずなのに、昂る胸の奥がポカポカしてくるあの感じは、何度味わってもたまらないものがある。このような作風の源にあるのがカントリー、ブルーグラス、アイリッシュ、ケルトミュージック的なエッセンスであることが、今作を聴くとじっくり再確認できるはず。」と述べている。

## 収録内容

### CD
| 全作詞・作曲: 牧達弥、全編曲: go!go!vanillas、井上惇志、手島宏夢、ファンファン。 |                                      |        |            |       |
| #                                                                                | タイトル                             | 作詞   | 作曲・編曲 | 時間  |
| 1.                                                                               | 「LIFE IS BEAUTIFUL」                | 牧達弥 | 牧達弥     | 04:39 |
| 2.                                                                               | 「RUN RUN RUN」                      | 牧達弥 | 牧達弥     | 02:42 |
| 3.                                                                               | 「RUN RUN RUN RUN」                  | 牧達弥 | 牧達弥     | 03:51 |
| 4.                                                                               | 「LIFE IS BEAUTIFUL (Instrumental)」 | 牧達弥 | 牧達弥     | 04:39 |

### 配信シングル
| 全作詞・作曲: 牧達弥、全編曲: go!go!vanillas、井上惇志、手島宏夢、ファンファン。 |                       |        |            |       |
| #                                                                                | タイトル              | 作詞   | 作曲・編曲 | 時間  |
| 1.                                                                               | 「LIFE IS BEAUTIFUL」 | 牧達弥 | 牧達弥     | 04:39 |
| 2.                                                                               | 「RUN RUN RUN」       | 牧達弥 | 牧達弥     | 02:42 |
| 合計時間:                                                                        | 合計時間:             | 7:21   |            |       |

## 楽曲解説
1. LIFE IS BEAUTIFUL
  - アリーナツアー『Yokohama, Kobe Arena Tour「Life is Beautiful」』のために書き下ろした楽曲。ツアータイトルと同名の楽曲である。ツアータイトルは頭文字のみ大文字なのに対して、本楽曲はタイトル全てが大文字の表記となっている。
  - ストリーミング配信されている。
  - アルバム「FLOWERS」に収録されている。
  - タイトルの由来は、牧が好きな映画「ライフ・イズ・ビューティフル」。登場人物が困難をユーモアなどを用いて乗り越えていく姿が現代人に必要なもののように感じたことからツアーと楽曲のタイトルに採用した[7]。
2. RUN RUN RUN
  - インストゥルメンタル曲。
  - ストリーミング配信されている。
  - アリーナツアー『Yokohama, Kobe Arena Tour「Life is Beautiful」』にてオープニングSEとして使用された[8]。以降のライブでもオープニングSEとして使用されることが多い[9][10]。キーボード、フィドルやトランペットを加えた特別編成でライブする際には音源ではなく生演奏で披露されることもある[11]。
3. RUN RUN RUN RUN
  - インストゥルメンタル曲で、前曲「RUN RUN RUN」のロングバージョン。
  - アルバム「FLOWERS」に収録されている。シングルのカップリング曲がアルバムに収録されるのは初。
  - 2023年に開催された『「FLOWERS」TOUR 2023』にてエンディングSEとして使用された。
4. LIFE IS BEAUTIFUL (Instrumental)
  - M1「LIFE IS BEAUTIFUL」のインストゥルメンタル音源。
  - アルバム「FLOWERS」の予約特典「FLOWERS (Instrumental)」に収録されている。

## 参加ミュージシャン
go!go!vanillas
- 牧達弥（ボーカル・ギター）
- 柳沢進太郎（ギター・ボーカル）
- 長谷川プリティ敬祐（ベース）
- ジェットセイヤ（ドラムス）

Additional Musicians
- 井上惇志(showmore)（ピアノ・キーボード）
- 手島宏夢（フィドル・マンドリン）
- ファンファン（トランペット）

## ライブ映像作品
LIFE IS BEAUTIFUL
- 青いの。（完全限定生産盤）
- LIVE FILM -My Favorite Things-
- SCARY MONSTERS EP

RUN RUN RUN （演奏）
- LIVE FILM -My Favorite Things-